# Hamra Annaba
 (décembre 2016).
Si vous disposez d'ouvrages ou d'articles de référence ou si vous connaissez des sites web de qualité traitant du thème abordé ici, merci de compléter l'article en donnant les références utiles à sa vérifiabilité et en les liant à la section « Notes et références ».
Ne pas confondre avec l'Union sportive madinet Annaba, un autre club fondé en 1983.
Maillots
Actualités
Dernière mise à jour : 18 mars 2024.
Le Hamra Annaba (en arabe : حمراء عنابة), plus connue sous l'appellation de Hamra, est un club algérien de football fondé en 1944 et basé à Annaba.

## Histoire
Hamra Annaba est considéré comme étant le club de football des quartiers populaires d’Annaba. Le club a été fondé avant l'indépendance par Mr. Aribi Rabeh un entrepreneur bonois d'origines et s'appelait alors l'USM Bône (Union Sportive Musulmane de Bône). Il a participé au Championnat d'Afrique du Nord de football et à la Coupe d'Afrique du Nord de football.
Après l'indépendance, il a pris le nom d'USM Annaba (Union Sportive Musulmane d'Annaba) à la suite du changement de nom de la ville.
En 1969, en application de la loi imposant l'arabisation des noms de club, le club change de nom et devient le Hamra Annaba.
En 1983, l'Union Sportive Madinet Annaba est créée et appelée USA , c'est a-dire  Université Sportive d'Annaba le premier nom de cette équipe universitaire en 1983 .USM Annaba, ce qui provoque une confusion avec l'Union Sportive Musulmane d'Annaba qui était déjà renommée Hamra Annaba.

### Période coloniale (1944-1956)
En septembre 1944, dans la cité bônoise Seybouse, fut pour la première fois évoquée l'idée de créer un club sportif qui réunira les joueurs bônois de confession musulmane. L'instigateur de l'idée fut le premier président d'honneur Abadou Boualem. En janvier 1955, le championnat et toutes les activités sportives furent suspendus en raison de la Guerre d'Algérie . Ceux-ci ne reprirent qu'à l'indépendance de l'Algérie.

### Premier titre (1962-1964)
Au moment du cessez-le-feu de mars 1962 mettant fin à la guerre d'Algérie, Mohamed Salah Boufermes et Cherif Guemaoune reconstituent le club de la ville sous l'appellation de l'Entente Bônoise pour jouer plusieurs tournois régionaux. À la création de la fédération algérienne de football et du premier championnat national Algérien, le club prend le nom de l'USMB formé des joueurs du club précédent. L'ex-USMB (USMA) se hissa ainsi en finale du championnat 1962-1963, joué sous forme de critérium régionaux et ne s'inclina face à l'USM Alger qu'à l'avantage des corners (4 à 5) après un match nul qui s'est terminé sur un score de 2 à 2.
La saison suivante (1963-1964) fut celle du premier titre national de l'ex-USMB (USMA), remporté à Constantine à l'issue d'une finale gagnée (1-0) contre le NA Hussein Dey.

## Résultats sportifs

### Palmarès
| Compétitions nationales | Compétitions internationales |
| --- | ---------------------------- |
| - Ligue 1 (1) : - Champion : 1963-64. - Coupe d'Algérie (1) : - Vainqueur : 1971-72. - Ligue 2 (1) : - Champion : 1970-71. - Division 3 (1): ** Champion : 2020-21. - Ligue départementale de Constantine (1) : - Vainqueur : 1945. |                              |

| Compétitions jeunes                          |
| -------------------------------------------- |
| - Coupe d'Algérie Junior - Finaliste : 1998. |

### Bilan Sportif
| Compétition     | Saisons | Titres | J   | G   | N   | P   | Bp  | Bc  | Diff. |
| --------------- | ------- | ------ | --- | --- | --- | --- | --- | --- | ----- |
| Ligue 1         | 11      | 01     | 298 | 104 | 77  | 117 | 387 | 389 | -2    |
| Ligue 2         | 06      | 01     | ... | ... | ... | ... | ... | ... | ...   |
| Division 3      | 29      | ...    | ... | ... | ... | ... | ... | ... | ...   |
| Division 4      | 09      | ...    | ... | ... | ... | ... | ... | ... | ...   |
| Coupe d'Algérie | 55      | 01     |     |     |     |     |     |     |       |
| Total           | 57      | 02     | ... | ... | ... | ... | ... | ... | ...   |

## Personnalités du club

### Joueurs emblématiques
L'histoire du Hamra Annaba a été marquée par plusieurs joueurs talentueux. À leur tête, Ali Doudou le premier gardien de l’EN ALN, Lahmadi Bouden, Bentahar I et II, Bey, Benslimane, Boulfoul, Sahraoui, Salah, le virtuose meneur de jeu Abdelmadjid Tadjet, l’omniprésent défenseur Attoui, Mostefa Benabderrahmane (dit Brochette), Ali Messaoud Redha étincelant International ailier droit Hocine Zouainia, et Mohamed El-Hadi Boulebtateche.

### Entraîneurs
Des entraîneurs qui ont marqué le club, citons Mohamed Ben Ali Bengrain, Hocine Benabed et Mohamed Salah Boufermes.

### Présidents
Son président créateur est Boualem Abadou[réf. nécessaire]. Aujourd'hui Djamel Mseddek a pris le relais.

## Identité du club

### Logos et couleurs
Les couleurs du Hamra Annaba sont les couleurs Rouges et blancs.

Ancien logo.
Logo actuel.

### Historique des noms officiels du club
| Union Sportive Musulmane Bônois (USMB) |
| -------------------------------------- |

| Union Sportive Musulmane d'Annaba (USMA) |
| ---------------------------------------- |

| Hamra Annaba (HA) |
| ----------------- |

## Structures du club

### Stade
Le Stade Abdelkader Chabou (ملعب عبد القادر شابو) est un stade de football situé dans la ville d'Annaba.
Il est le lieu d’entraînement du Hamra Annaba.